# Кабуки-тё

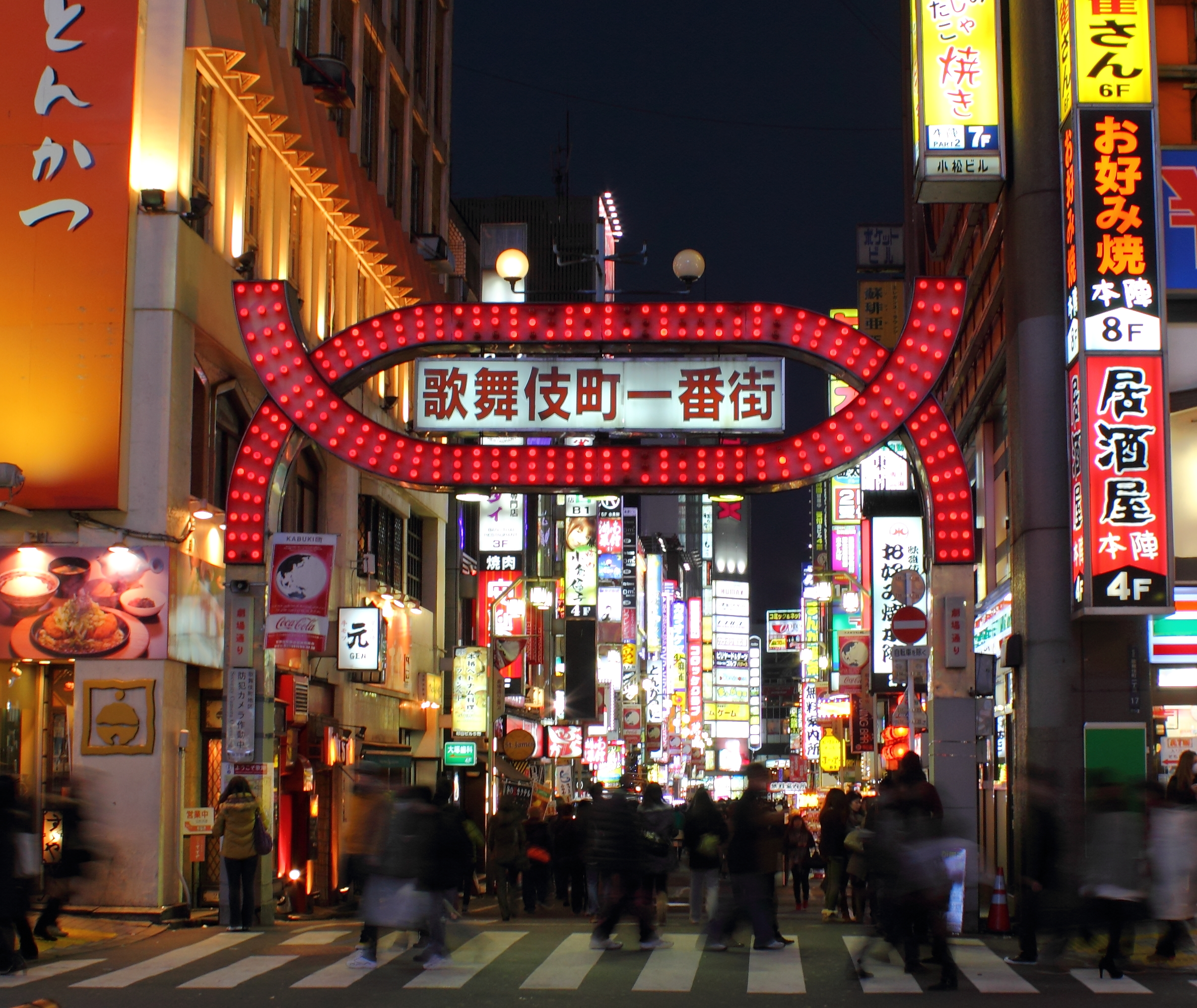
Первая улица Кабуки-тё ночью — в «основное» время квартала

Кабуки-тё (яп. 歌舞伎町) — один из кварталов токийского района Синдзюку. Население — 2114 человек (2010 год). Подразделяется на два квартала: первый (яп. 歌舞伎町一丁目) и второй (яп. 歌舞伎町二丁目). Почтовый индекс — 160-0021.

## География

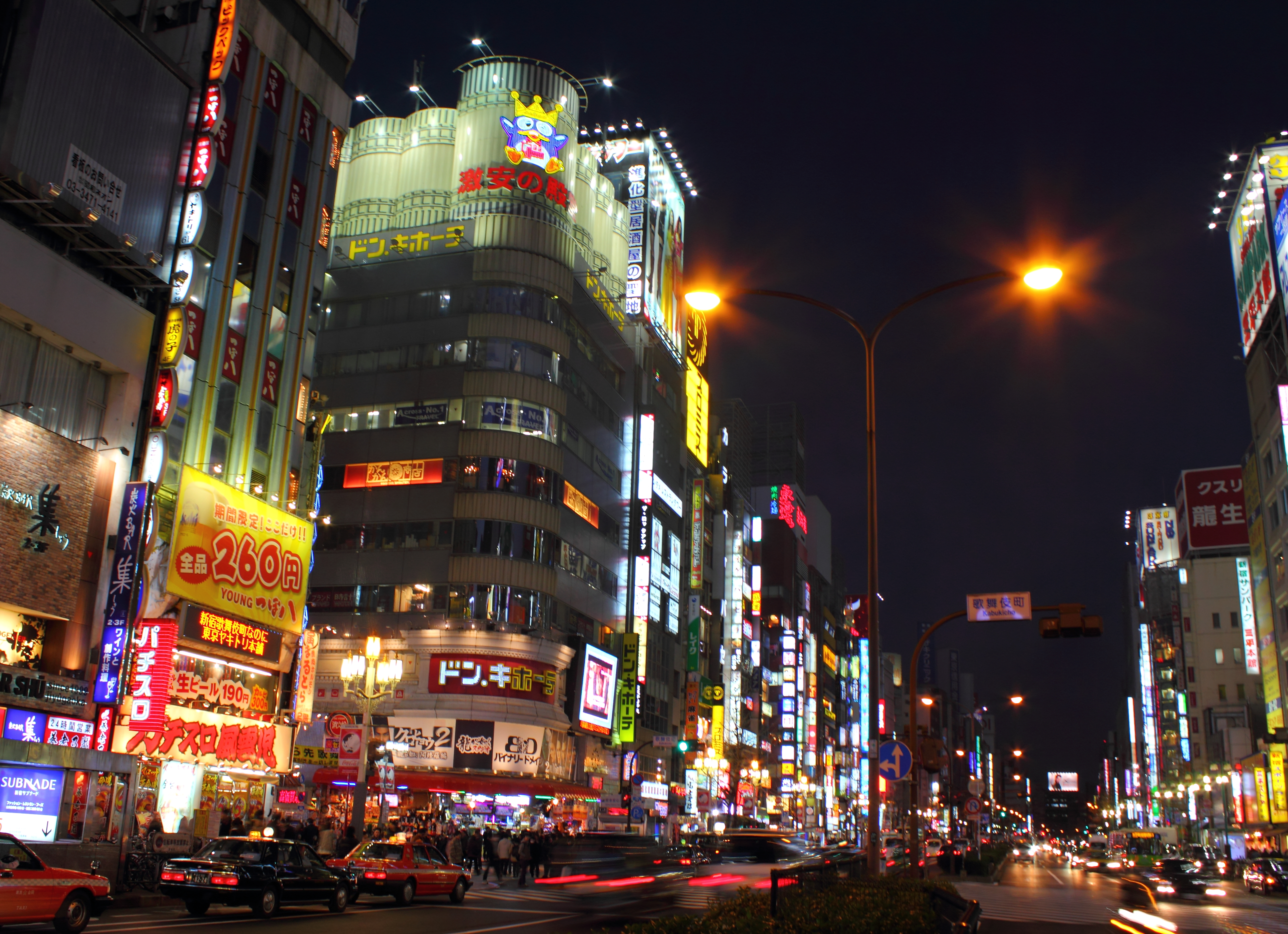
Ночной Кабуки-тё с улицы Ясукуни-дори

Кабуки-тё расположен в специальном районе Синдзюку префектуры Токио. Является известным кварталом развлечений, в нём сосредоточены кафе, игровые автоматы, кинотеатры и прочие увеселительные заведения. Занимает квадрат, ограниченный улицей Мэйдзи-дори с востока, улицей Ясукуни-дори с юга, железнодорожной линией Тюо с запада, улицей Сёкуан-дори с севера (за исключением храма Ханадзоно и прилегающих к нему территорий). Ближайшие железнодорожные станции — Синдзюку и Сэйбу-Синдзюку. Неподалёку находятся станции метрополитена Синдзюку-Нисигути и Хигаси-Синдзюку линии Оэдо. Основные улицы квартала — Первая улица (яп. 歌舞伎町一番街), Сакура-дори, Сэйбу-Синдзюку-дори, Хигаси-дори, Куякусё-дори.
Кабуки-тё подразделяется на два района, граница между ними проходит в основном по улице Ханамити-дори, к югу от неё находится первый район, включающий в себя ещё и окрестности станции Сэйбу-Синдзюку, а к северу — второй.
Квартал, полный баров, кинотеатров, манга-кафе, а также хост-клубов, лав-отелей, игровых автоматов, называют «незасыпающий квартал», потому что даже глубокой ночью его улицы полны людей. Большое количество подозрительных зазывал создают особую атмосферу полузаконности Кабуки-тё, который также называют «лучший район развлечений Восточной Азии».

## История
До образования Синдзюку территория Кабуки-тё принадлежала двум районам: большая часть входила в состав района Ёдобаси, а Санкотё и часть Цунохадзу — в состав района Ёцуя. Изначально это были сырые низинные земли, принадлежавшие клану Нагахаси, после эпохи Мэйдзи они стали использоваться как места для охоты на уток. Территориально земли относились к селу Цунохадзу, пока в 1889 году не были присоединины к посёлку Ёдобаси. Местность эта в то время называлась Дзидзюнинтё (яп. 字十人町) или Яба (яп. 矢場).
В 1893 году на оставшейся после постройки Ёдобасского водозабора территории пруды были осушены, и там стали появляться первые дома. В 1920 году здесь была открыта токийская префектурная школа № 5 для девочек (в настоящее время — Токийская городская старшая и средняя школа «Фудзи»). Окрестности этой школы, являясь тихой нагорной частью префектуры Токио, стала застраиваться особняками высокопоставленных чиновников и военных. В 1932 году местность была присоединена к городу Токио, из-за чего пришлось произвести переименование улиц.

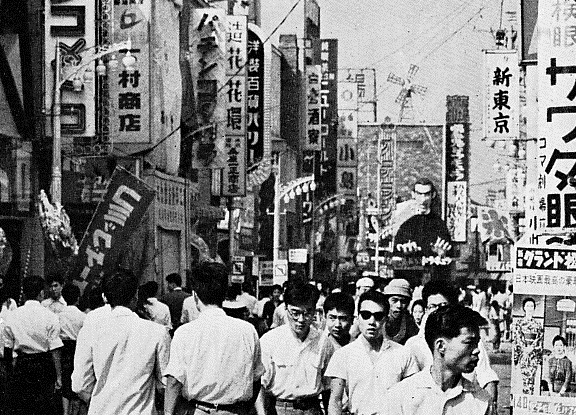
Кабуки-тё шестидесятых

Район серьёзно пострадал в ходе бомбардировки Токио 10 марта 1945 года, однако уже в 1946 году Хидэаки Исикава, ответственный за исполнение плана по восстановлению Токио, предложил «построив (в окрестностях современного первого района Кабуки-тё) театр кабуки, собрав вокруг него другие заведения искусства, воздвигнуть наилучший центр семейного отдыха нового Токио». Исходя из этого плана, квартал получил название Кабуки-тё, что дословно означает «квартал кабуки». Впоследствии из-за нехватки финансов идея не была воплощена (был построен лишь один театр Синдзюку-кома), однако название сохранилось.
В 1952 году была открыта станция Сэйбу-Синдзюку. Изначально предполагалось, что линия Сэйбу-Синдзюку будет заканчиваться на станции Синдзюку, из-за чего станция Сэйбу-Синдзюку была сооружена как временная. К середине шестидесятых стали обильно появляться всевозможные заведения общественного питания, боулинги, сауны, бейсбольные площадки, а также лав-отели и турецкие бани. С тех пор экономическое развитие округа Синдзюку неразрывно связано со становлением секс-индустрии в этом районе. К 1977 году было завершено строительство вокзала Сэйбу-Синдзюку, открыты синдзюкский Принц-отель и торговый центр Пепе.
В настоящее время количество баров, кабаре, лав-отелей исчисляется тысячами, из-за этого квартал критически называют «лабиринтом страстных желаний» и «кварталом рабочих-иностранцев». Во всём мире Кабуки-тё становится известным как ночной увеселительный квартал, в последние годы поток туристов из Китая и Южной Кореи весьма возрос, днём можно встретить организованные туристические группы.